# Leoš Faltus
Leoš Faltus (Jablonné nad Orlicí (Pardubice), 21 de juliol, 1937 - Idem. 14 de maig, 2024), va ser un compositor i pedagog musical txec.

## Vida i obra
Faltus va estudiar piano amb Anna Skalicka al Conservatori de Brno de 1952 a 1958 i composició amb František Suchy i Osvald Chlubna des de 1955. Del 1958 al 1962 va continuar els seus estudis a l'Acadèmia de Música Janáček (JAMU) amb Vilém Petrželka i Theodor Schaefer, i del 1969 al 1971 hi va realitzar un postgrau en música electrònica i experimental.
Després del seu servei militar bàsic, Faltus va ensenyar piano i teoria musical a l'Acadèmia de Música de Břeclav de 1964 a 1968. Fins al 1990 va exercir de professor a la Facultat d'Educació de la Universitat de Masaryk, i després de la seva habilitació el 1990 va ser degà de Ciència, Arts, Recerca i Relacions Internacionals.
L'any 1992 es va traslladar a la JAMU i va dirigir inicialment el Departament de Composició i Direcció de la Facultat de Música, i també va impartir classes de composició. L'any 1998 va ser nomenat professor i l'any 2000 va ser elegit vicerector d'Investigació, Desenvolupament i Relacions Internacionals.
A més de les obres escèniques (incloses dues òperes i un ballet), les obres de Faltu inclouen música de cambra i vocal, així com obres orquestrals, com ara diverses simfonies, un concert per a violí, un concert per a contrabaix i un concert per a fagot. Des de 1978 treballa en l'edició crítica completa de les obres de Leoš Janáček. Juntament amb Miloš Štědroň va reconstruir les seves partitures de la Simfonia del Danubi i el Concert per a violí, i també va organitzar una sèrie de Danses de Moràvia per a violí i piano.